# José Mesiano
José Agustin Mesiano (ur. 1 maja 1942 w Buenos Aires, zm. 2017) – argentyński piłkarz grający podczas kariery na pozycji pomocnika.

## Kariera klubowa
José Mesiano rozpoczął karierę w klubie Argentinos Juniors Buenos Aires w 1961. W 1965 przeszedł do Rosario Central. Z Rosario zdobył mistrzostwo Argentyny Nacional 1971. Ogółem w latach 1961-1972 rozegrał w lidze argentyńskiej 285 meczów, w których strzelił 16 bramek. W 1973 przeszedł do drugoligowego CA Platense. W latach 1973–1974 był zawodnikiem peruwiańskiego Sport Boys Callao. Ostatnie lata kariery spędził w Ekwadorze, gdzie występował w zespołach Deportivo Cuenca i LDU Cuenca.

## Kariera reprezentacyjna
W reprezentacji Argentyny Mesiano zadebiutował 13 kwietnia 1963 w wygranym 3-2 meczu w Copa Julio Roca z Brazylią. Kilka tygodni wcześniej był w kadrze na Mistrzostwa Ameryki Południowej. Na turnieju w Boliwii Argentyna zajęła trzecie miejsce. Ostatnim raz w reprezentacji wystąpił 21 lipca 1965 w zremisowanym 1-1 meczu w Copa Carlos Dittborn z Chile.
Ogółem w barwach albicelestes wystąpił w 5 meczach.
| Mecze i gole w reprezentacji | Mecze i gole w reprezentacji | Mecze i gole w reprezentacji | Mecze i gole w reprezentacji | Mecze i gole w reprezentacji | Mecze i gole w reprezentacji | Mecze i gole w reprezentacji |
| #                            | Data                         | Miasto                       | Przeciwnik                   | Gol                          | Wynik                        | Rozgrywki                    |
| ---------------------------- | ---------------------------- | ---------------------------- | ---------------------------- | ---------------------------- | ---------------------------- | ---------------------------- |
| 1.                           | 13.03.1963                   | São Paulo                    | Brazylia                     |                              | 3:2                          | Copa Julio Roca              |
| 2.                           | 03.06.1964                   | São Paulo                    | Brazylia                     |                              | 3:0                          | Copa das Napoes              |
| 3.                           | 24.09.1964                   | Buenos Aires                 | Chile                        |                              | 5:0                          | Copa Carlos Dittborn         |
| 4.                           | 14.10.1964                   | Santiago                     | Chile                        |                              | 1:1                          | Copa Carlos Dittborn         |
| 5.                           | 21.07.1965                   | Santiago                     | Chile                        |                              | 1:1                          | Copa Carlos Dittborn         |